# A Woman of the Sea
A Woman of the Sea (inicialment titulada “Sea Gulls”) és una pel·lícula muda produïda per Charles Chaplin dirigida per Josef von Sternberg i protagonitzada per Edna Purviance, en la seva darrera actuació als Estats Units, Raymond Bloomer, Eve Southern i Charles French. La pel·lícula no es va arribar a estrenar mai, Chaplin considerà que el director no havia reflectit el que ell esperava de la història i, anys després, davant la pressió de l'agència de recaptació d'impostos, la productora en destruí les còpies per poder argumentar que aquesta havia estat una pèrdua total financerament parlant. També s'ha apuntat que Purviance, immersa en problemes d'alcoholisme, no va ser capaç de fer creïble el personatge precisament en la pel·lícula amb la qual Chaplin volia rellançar la seva carrera com a actriu dramàtica. Actualment es considera una pel·lícula perduda. L'any 2005 es van localitzar més de 50 fotos de la producció en la col·lecció particular d'un parent d'Edna Purviance les quals es van publicar 2008 juntament amb informació sobre el pla de rodatge.

## Argument
Joan i Magdalen són les filles d'un pescador a Monterey i aquesta última està promesa amb Peter, un humil pescador. Un dia un escriptor arriba a la ciutat i tant Joan com Magdalen li van al darrere. L'escriptor acaba triant Magdalen i els dos marxen a Nova York. Després, Joan i Peter es casen i es queden a Monterey. Molts anys després Magdalen torna i intenta trencar el matrimoni de la seva germana però fracassa.

## Repartiment
- Edna Purviance (Joan)
- Eve Southern (Magdalen)
- Raymond Bloomer (Peter)
- Gayne Whitman (escriptor)
- Charles K. French (el pare)